# Petrus Marinus Cochius (1874-1938)
Petrus Marinus Cochius (Rijswijk, 27 april 1874 - Trogen, 3 juni 1938) was een Nederlandse fabrikant en kunstverzamelaar.
Van 1912 tot 1933 was hij directeur van de Glasfabriek Leerdam. Het was zijn verdienste dat een fabriek van gebruiksglas werd getransformeerd tot een bekende glasfabriek waaraan veel bekende ontwerpers hun medewerking verleenden. Karel de Bazel, Andries Copier en andere kunstenaars hebben vorm gegeven aan de doelstelling van Cochius: goed gebruiksglas binnen het bereik brengen van zoveel mogelijk mensen. Cochius hoopte dat mensen die dagelijks in een mooi vormgegeven omgeving verkeerden, daardoor betere mensen zouden worden.
Cochius was een sociaal ondernemer, die veel bijdroeg aan het welzijn van zijn personeel. Hij zorgde voor woningbouw, stichtte een bibliotheek, steunde muziek- en zangverenigingen. Daarnaast was hij de eerste persoon in Nederland die tot priester werd gewijd in de Vrij-Katholieke Kerk.
Het Nationaal Glasmuseum, ontstaan uit de Glasfabriek Leerdam, vindt zijn oorsprong in de collectie die door Cochius werd opgebouwd, en is onder andere gevestigd in zijn voormalige directeurswoning.
Hij was een kleinzoon van generaal Frans David Cochius en Sigurd Cochius was een zoon van hem.